# Stenåldersmannen
Stenåldersmannen är en svensk dramafilm och ett kulturvetenskapligt experiment i tre delar från 1919 i regi av Ernst Klein.

## Om filmen
Filmen premiärvisades 19 maj 1919 i Stockholm. Den spelades in i vildmarkerna kring Rockelstad i Södermanland av David Sjölander och Thorleif Tönsberg. Filmen var ett experimentet att låta ett par herrar försöka leva ett autentiskt stenåldersliv för att på filmduken åskådliggöra våra tidigaste förfäders levnadsbetingelser. Som rådgivare anlitades etnografen Eric von Rosen, arkeologen Otto Frödin och kulturhistoriken Nils Keyland. Filmen hör till de mest visade av alla svenska filmer eftersom den visades som skolfilm fram till slutet på 1960-talet.

## Rollista
- Daniel Smedberg – Stenåldersmannen
- G.A. Börjeson – Stenåldersmannens kamrat